# Maculinea punctifera
Maculinea punctifera är en fjärilsart som beskrevs av Roger Grund 1908. Maculinea punctifera ingår i släktet Maculinea och familjen juvelvingar. Inga underarter finns listade i Catalogue of Life.